# Roccagiovine
Roccagiovine là một đô thị ở tỉnh Roma trong vùng Latium thuộc Ý, có cự ly khoảng 35 km về phía đông bắc của Roma. Tại thời điểm ngày 31 tháng 12 năm 2004, đô thị này có dân số 301 người và diện tích là 8,8 km².
Roccagiovine giáp các đô thị: Licenza, Mandela, San Polo dei Cavalieri, Vicovaro.